# إعصار آيرين (2011)
إعصار آيرين (بالإنجليزية: Hurricane Irene)‏ هو إعصار نشط في الأطلسي الذي قد ألحق أضرارا واسعة النطاق لكثير من دول الكاريبي، ويهدد في الوقت الراهن الساحل الشرقي للولايات المتحدة وكندا الأطلسي.
ويعتبر الاعصار تاسع اعصار بهذا الاسم وكلاهما ويعتبر من الأعاصير الكبرى للموسم 2011. بدأ ايرين يتشكل بشكل موجة في المحيط الأطلسي واضحة المعالم المدارية.
عزز الإعصار قوته أثناء مروره في جزر البهاما، ليصبح اعصارا رئيسيا، وتسبب في أضرار واسعة النطاق لهذه الجزر.
طوال مساره، تسبب إعصار آيرين بدمار واسع النطاق ووفاة مالا يقل عن سبعة اشخاص على الاقل لحد 27 من أغسطس 2011 ؛ الخسائر النقدية يمكن أن تكون مرتفعة جدا تصل إلى 3.1 مليار دولار أمريكي وفقا للتقديرات الأولية.
صرح اوباما رئيس الولايات المتحدة الأمريكية بأن الاعصار سيكون «خطيرا وتاريخيا» حسب قوله

## معرض صور

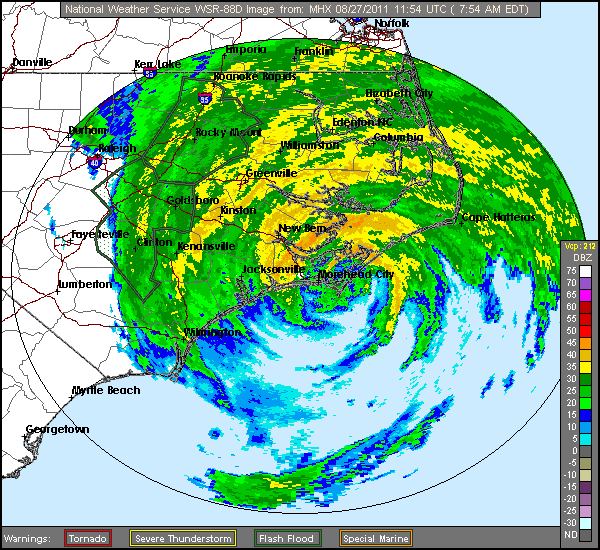
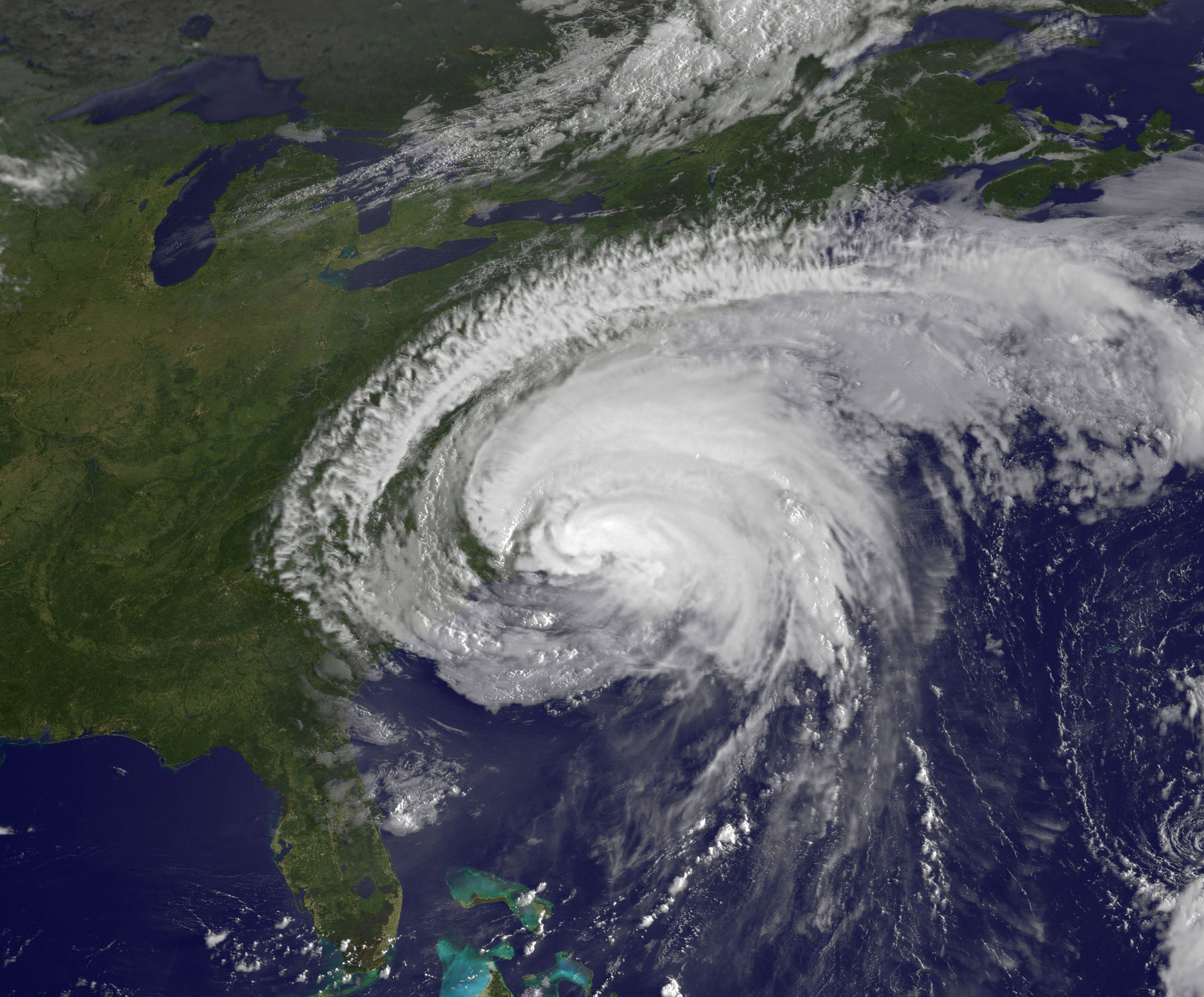